# European Cricket Council
Der European Cricket Council (ECC) ist der für Europa zuständige Kontinentalverband für die Sportart Cricket sowie einer von fünf kontinentalen Verbänden unterhalb des Weltverbandes International Cricket Council (ICC). Ihm sind 34 nationale Verbände angeschlossen, davon sind zwei Vollmitglieder und 32 assoziierte Mitglieder.
Finanziell und organisatorisch wird der ECC vom England and Wales Cricket Board und dem Marylebone Cricket Club unterstützt, dessen Lord’s Cricket Ground in London gleichzeitig Sitz des ECC ist. Im Jahr 2005 hat der ECC die bis dahin vom International Cricket Council verwendeten Büros übernommen, nachdem letzterer von London nach Dubai umgezogen ist.
Der Verband wurde 1997 als Nachfolgeorganisation der European Cricket Federation gegründet. Diesem früheren Verband gehörten noch nicht die (abgesehen von England) großen Vier des europäischen Crickets an: Schottland, Irland, Dänemark und die Niederlande.
Der Verband organisiert mehrere Kontinentalwettbewerbe verschiedener Altersstufen, darunter regionale Qualifikationsturniere zu internationalen Cricket-Veranstaltungen. Zu den wichtigsten Turnieren gehören die Cricket-Europameisterschaft.

## Mitglieder

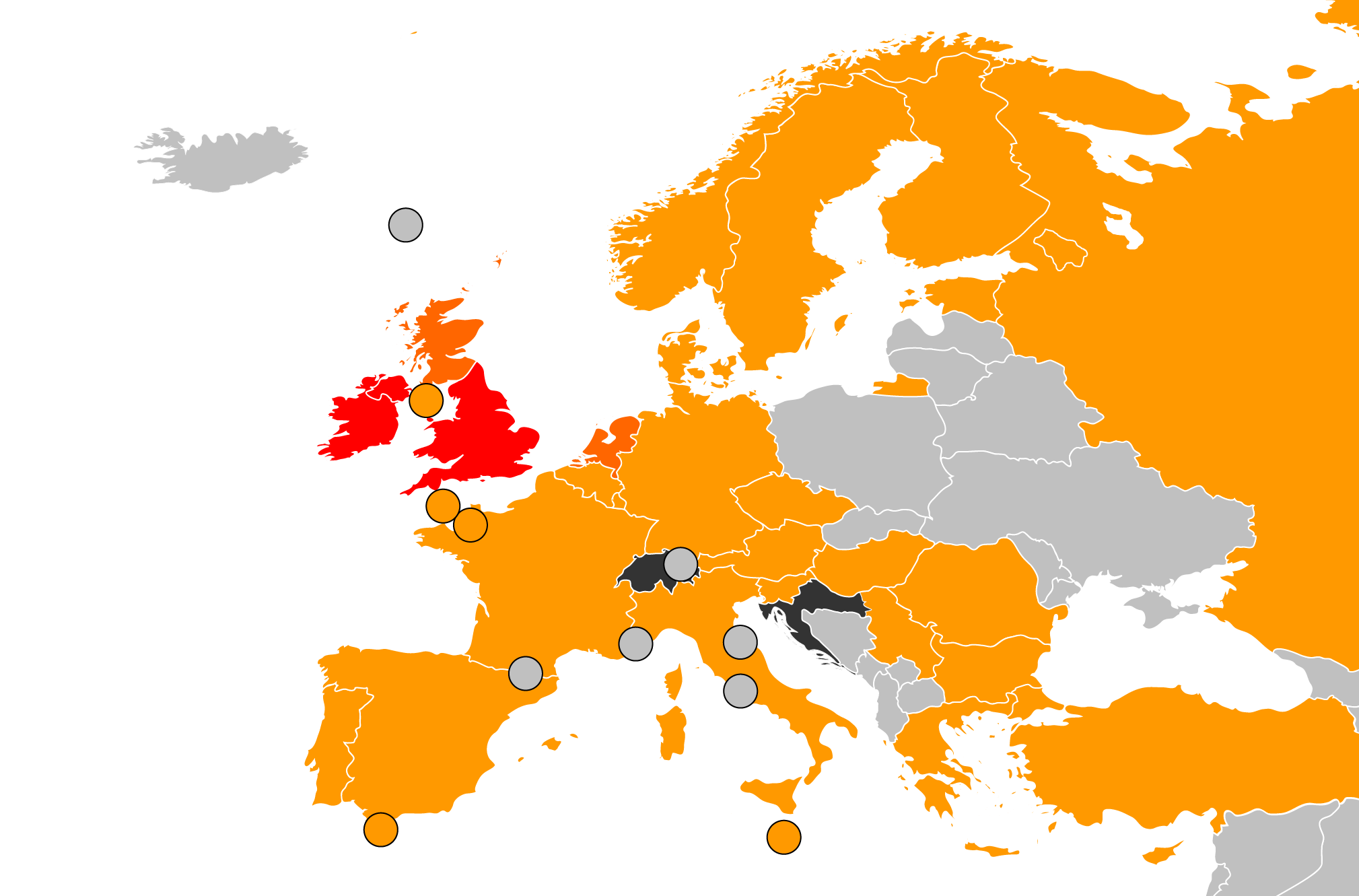
Mitglieder des ICC in Europa:
Full Member des ICC (2)
Associate Member des ICC mit ODI-Status (2)
Associate Member des ICC (29) – ohne Israel
Ehemalige oder suspendierte Mitglieder (2)
Nichtmitglieder

Der ECC hat (Stand: Februar 2024) 34 Mitgliedsverbände, weitere ca. 17 Länder gelten als sogenannte prospective members.
| - Belgien - Bulgarien - Dänemark (DCF) - Deutschland (DCB) - England (ECB) - Estland - Finnland - Frankreich - Gibraltar | - Griechenland - Guernsey - Irland (CI) - Isle of Man - Israel - Italien (FCI) - Jersey - Kroatien - Luxemburg | - Malta - Niederlande (KNCB) - Norwegen - Österreich - Portugal - Rumänien - Schottland (CS) - Schweden | - Schweiz (CS) - Serbien - Slowenien - Spanien - Tschechien - Türkei - Ungarn - Zypern |